# Бартлетт, Джейкоб
Дже́йкоб Ба́ртлетт (англ. Jacob Bartlett; род. 7 октября 2005, Канзас-Сити, Миссури) — американский футболист, опорный полузащитник клуба «портинг Канзас-Сити».

## Клубная карьера
Бартлетт — воспитанник клуба «Спортинг Канзас-Сити». 23 апреля 2023 года в поединке против дублёров «Цинциннати» игрок дебютировал за дублирующий состав в MLS Next Pro. 23 февраля 2025 года в матче против «Остина» он дебютировал в MLS за основной состав.